# Rio Nazas

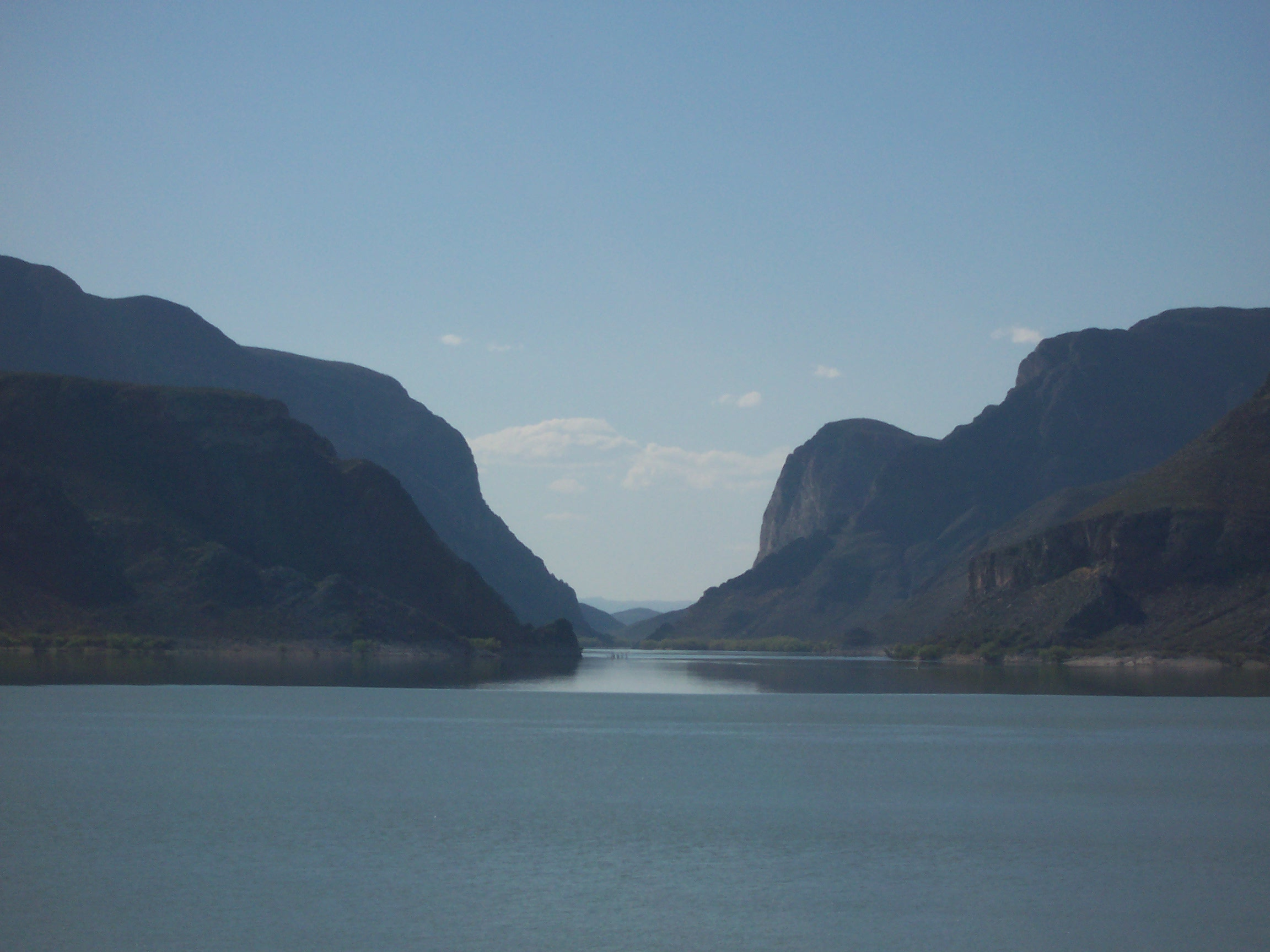

O Rio Nazas é um rio no interior do norte do México que flui através dos estados de Durango e Coahuila. O Nazas é alimentado pelos rios San Juan, Ramos, Potreritos, del Oro, Nazas, Santiago, Tepehuanes and Peñón Blanco.